# Słotwiny
Słotwiny [pronunciación en polaco: /swɔtˈfinɨ/] es un pueblo en el distrito administrativo de Gmina Koluszki, dentro del Distrito de Łódź Oriental, Voivodato de Łódź, en Polonia central. Se encuentra aproximadamente 4 kilómetros al sudeste de Koluszki y 27 kilómetros al este de la capital regional, Łódź.